# أوتسايدر هاوس
أوتسايدر هاوس (كما يشار إلى الرقص الغريب) هو نوع من الموسيقى الالكترونية التي تجمع بين عناصر من هاوس الموسيقى، تكنو والضوضاء. الموسيقى هي في كثير من الأحيان  «خفيفة»، على نقيض مع أنواع الموسيقى الإلكترونية الأخرى المعاصرة.
مصطلح «الرقص الغريب» كان أول من صاغ في عام 2012 تحت دي جي  ببن أوفو والموسيقى الصحَفية سْكُوتْ ويلسون، إشارة إلى مختلف المنتجين وشركة التسجيلات «التي تعمل في هامش هامش» مثل Laurel Halo والتسميات بما في ذلك L. I. E.S Opal Tapes .أوتسايدر هاوس أيضا لها ارتباطا وثيقا مع technoise، مزيج من التيكنو وضجيج الموسيقى.
التغطية اللاحقة  في صحيفة الغارديان، سبّين  ورهان يربط مختلف الفنانين والعلامات مع هذا النوع، بما في ذلك أنتوني نابولي، لاوتيك، قاسم موس، هيوركو س، لنردكروي، الإيطالية، ناكا ناكا أوبي، باتريشيا، التسمع، كلودفاس، مونو/كروم، تيريكي، الدراج ومايكل ديمايو.